# Papoeafluiter
De papoeafluiter (Drymodes beccarii) is een zangvogel uit de familie Petroicidae (Australische vliegenvangers). Deze vogel is genoemd naar de Italiaanse botanicus Odoardo Beccari.

## Verspreiding en leefgebied
Deze vogel komt voor op Nieuw-Guinea en telt twee ondersoorten:
- D. b. beccarii Salvadori, 1876: westelijk, zuidelijk en zuidoostelijk Nieuw-Guinea en de Aru-eilanden.
- D. b. nigriceps Rand, 1940: noordelijk-centraal en centraal Nieuw-Guinea.